# Оберхарц ам Брокен
Оберхарц ам Брокен (њем. Oberharz am Brocken) град је у њемачкој савезној држави Саксонија-Анхалт. Једно је од 20 општинских средишта округа Харц. Према процјени из 2010. у граду је живјело 12.648 становника. Посједује регионалну шифру (AGS) 15085228.

## Географски и демографски подаци
Оберхарц ам Брокен се налази у савезној држави Саксонија-Анхалт у округу Харц. Град се налази на надморској висини од 475 метара. Површина општине износи 271,5 km². У самом граду је, према процјени из 2010. године, живјело 12.648 становника. Просјечна густина становништва износи 47 становника/km².

## Међународна сарадња
| Мјесто   | Држава    | Врста сарадње | Од    |
| -------- | --------- | ------------- | ----- |
| Шамбурси | Француска | контакт       | 1994. |
| Пурхус   | Данска    | партнерство   | 1994. |
| Извор    |           |               |       |